# Font de la Bassa Gran
La font de la Bassa Gran és una font natural de Sant Llorenç d'Hortons (Alt Penedès), situada al carrer de la Bassa Gran, al límit del poble, entre aquest i l'església de Sant Llorenç d'Hortons.

## Descripció
La font té al costat una gran bassa, on les dones del poble hi rentaven la roba amb picadors de fusta, a qualsevol època de l'any. En els darrers anys, un parell de plataners presideixen l'espai i donen ombra a l'estiu. La capçalera de la font està feta amb paret de lloset de pedres irregulars amb coronament ondulat i pica semicircular amb una vora de maons posats a llibret. La paret s'allarga a banda i banda en forma d'hemicicle amb uns bancs de pedra adossades a cada costat i s'acaba en uns pilars de secció quadrada i coronament piramidal. A la banda dreta de la font, hi ha la bassa, de forma trapezoïdal (8 x 5 m), amb la paret del fons corbada i fent de suport del marge. A la part frontal hi ha una gran llosa de 6 metres de llargada i 60 cm d'amplada, que és la rentadora. A l'espai s'hi accedeix per una escala de sis graons fets de maó posat a sardinell. Obrint la boixa de la bassa l'aigua circula a través d'una canal i rega els horts que hi ha al davant.
Un tret emblemàtic d'aquesta font és l'al·legoria de la Bassa Gran que és un cap gros de l'espectacle ecològic que es representa per la Festa Major, el Terrazel.

## Història
Aquesta font existeix des de l'any 1700. L'any 1921 van nomenar Batlle del poble a Albert Canals i Bonastre i va fer arreglar la font, també la va fer rajar a uns 50 m més avall. Els adolescents d'aquella època compraven anissos a una botiga que es deia "Cal Carreter" i anaven a la font amb un càntir i l'omplien d'aigua amb els anissos dins perquè tingués un gust dolç i de passada també festejaven.
Una de les darreres bugaderes del poble, la Sra. Teresa Carcasona, la Teresina de Cal Federico, explicava (Estragué 2009) que normalment les dones anaven a rentar cap a la tarda, i que els dimarts a les dotze del migdia el Cuca buidava la bassa i llavors si algú havia de rentar, ho feia amb poca aigua i havia d'esbandir la roba a la font. També explica que sempre hi acostumaven a haver-hi entre dotze i quinze dones i que un cop per setmana la senyora Victòria de Cal Bado es ficava dins de la bassa per netejar-la.